# ويليام بيرك
ويليام بيرك (بالإنجليزية: William Burke)‏ هو لاعب كرة قاعدة أمريكي، ولد في 1865 في سينسيناتي في الولايات المتحدة، وتوفي في 17 مارس 1939 في أتشيسون في الولايات المتحدة.

## وصلات خارجية
- ويليام بيرك على موقعبيزبول رفرنس.كوم (الدوري الرئيسي) (الإنجليزية)
- ويليام بيرك على موقعبيزبول رفرنس.كوم (الدوري الثانوي) (الإنجليزية)